# یاسویوکی هونی
یاسویوکی هونی (انگلیسی: Yasuyuki Honne؛ زادهٔ ۵ مارس ۱۹۷۱) کارگردان هنری، دانشمند رایانه و تهیه‌کننده تلویزیونی و کارآفرین اهل ژاپن است، که در سال ۱۹۹۹ شرکت مانولیت سافت را تأسیس کرد.